# Belchior Pinheiro de Oliveira
Belchior Pinheiro de Oliveira (Diamantina, 8 de dezembro de 1775 – Pitangui, 12 de junho de 1856) foi um político e religioso brasileiro.
Era primo do Patriarca da Independencia do Brasil José Bonifácio de Andrada e Silva, era sobrinho-neto do pai de José Bonifácio.[carece de fontes?]
Foi deputado brasileiro às Cortes de Lisboa, representando Minas Gerais.